# 喬瓦尼·羅西·洛馬尼茨
乔瓦尼·罗西·洛马尼茨（Giovanni Rossi Lomanitz，1921年10月10日—2002年12月31日）是一位美国物理学家。

## 生平
他生于德克薩斯州的布賴恩，而且在奧克拉荷馬州長大。他的父親是一位農業化學家，喬瓦尼·羅西·洛馬尼茨的名字來自於意大利社會主義者喬瓦尼·羅西，14歲時，喬瓦尼·羅西·洛馬尼茨從高中畢業，隨後在奧克拉荷馬大學獲得物理學學士學位。
1940年代初，當時的喬瓦尼·羅西·洛馬尼茨在加利福尼亞大學柏克萊分校攻讀研究生學位。在那裡，他是物理學家罗伯特·奥本海默的學生。喬瓦尼·羅西·洛馬尼茨又在伯克利輻射實驗室工作。在伯克利輻射實驗室工作期间，喬瓦尼·羅西·洛馬尼茨協助成立建筑师、工程师、化学家和技术人员联合会分會。
罗伯特·奥本海默讓喬瓦尼·羅西·洛馬尼茨參與曼哈顿计划。联邦调查局在美國共產黨活动人士史蒂夫·尼尔森的住所內安装了窃听器，并于1942年10月无意中听到一名被称为“乔”的男子向史蒂夫·尼尔森提到了加利福尼亞大學柏克萊分校正在進行一項重要且秘密的核研究。联邦调查局怀疑“乔”就是喬瓦尼·羅西·洛馬尼茨的密友约瑟夫·温伯格。由於擔心未來蘇聯會竊取曼哈頓計劃情報，美國政府要求约瑟夫·温伯格、喬瓦尼·羅西·洛馬尼茨和戴维·玻姆不要再參與曼哈頓計劃。這導致原本能暫緩服兵役的喬瓦尼·羅西·洛馬尼茨不得不去服兵役。1943年8月，罗伯特·奥本海默抗議當局要求喬瓦尼·羅西·洛馬尼茨去服兵役，罗伯特·奥本海默還要求他服完兵役後盡快回到曼哈顿计划的工作中來。在反情報特種部隊的催促下，喬瓦尼·羅西·洛馬尼茨加入美國陸軍並前往第二次世界大戰太平洋戰區作戰。戰爭結束後，他一度返回加利福尼亞大學柏克萊分校，然後又轉學至康奈爾大學，最終於1951年在理查德·費曼的指導下獲得理論物理學博士學位。
战后，喬瓦尼·羅西·洛馬尼茨被传唤至众议院非美活动调查委员会作证。他坚决宣称自己效忠美国而且還提到了美國憲法第五修正案，同時他拒绝透露其他参与共产主义活动的人的名字。
1954年，美国原子能委员会人事安全委員會（Atomic Energy Commission Personnel Security Board，簡稱PSB）發現，罗伯特·奥本海默曾在1943年表示，他不希望任何美國共產黨黨員參與曼哈頓計劃。然而奧本海默沒有向有關當局提供參與曼哈頓計劃的前美國共產黨黨員的身份信息。罗伯特·奥本海默還向政府官員表示，他知道喬瓦尼·羅西·洛馬尼茨剛來到加州大學學習時曾是一位非常激進的“紅色份子”（共产主义）。罗伯特·奥本海默還表示，他曾告知喬瓦尼·羅西·洛馬尼，如果他參與曼哈顿计划，就必須放棄一切政治活動。
洛马尼茨随后从事过几份工作，期間他曾經是一名铁路维护工人。
1962年，他開始在新墨西哥礦業及科技學院工作，後來成為該學院的系主任，並於1991年退休。之後他搬到了夏威夷的帕霍亞，並於2002年年底在那裡因癌症去世。